# زمین‌لرزه ۱۹۷۱ بینگل
زمین‌لرزه بینگل  در تاریخ ۲۲ مه ۱۹۷۱ میلادی، برابر با ‎۱ خرداد ۱۳۵۰، ساعت ۱۶:۴۴:۰۱ به زمان یوتی‌سی در ترکیه ، منطقه بینگل رخ داد. ژرفای این زلزله ۴٫۳ کیلومتر بود. بزرگی آن ۶٫۷ در مقیاس Ms اعلام شده‌است. زمین‌لرزه به وقت محلی در روز شنبه، ساعت ۱۸ روی داده و منطقه زمانی آن یوتی‌سی +۲ بوده‌است (با لحاظ تغییر ساعت تابستانی).
سازمان زمین‌شناسی آمریکا نیز جای این زمین‌لرزه را در مختصات ۳۸°۴۸′شمالی ۴۰°۳۰′شرقی / ۳۸٫۸°شمالی ۴۰٫۵°شرقی و بزرگی آنرا برابر با ۶٫۷ در مقیاس ریشتر اعلام کرده‌است. ژرفای گزارش شده از سوی این سازمان ۳ کیلومتر می‌باشد.
شمار کشتگان زلزله حدود ۹۹۵ نفر بوده‌است.تعداد زخمیان ۱۲۰۰ نفر برآورده شده‌است.بی‌خانمان شدگان نیز ۲۷۴۶۵ نفر اعلام شده‌است. گسل مسبب این زمین‌لرزه گسل شمال آناتولی بوده است.